# Dead Man Walking (film)
Dead Man Walking is een film uit  1995 gebaseerd op het boek met dezelfde titel. De film vertelt het verhaal van zuster Helen Prejean, die een speciale relatie ontwikkelt met de ter dood veroordeelde Matthew Poncelet.

## Verhaal
In de angoragevangenis van New Orleans wacht Matthew Poncelet op zijn terechtstelling. Verstoken van enig ander contact met de buitenwereld schrijft hij een brief aan Helen Prejean, die vaker correspondeert met ter dood veroordeelde misdadigers. Op Poncelets verzoek brengt zij voor het eerst in haar leven een bezoek aan de gevangenis. Poncelet is ter dood veroordeeld voor de dubbele moord op tieners Walter Delacroix en Hope Percy, waarbij het meisje tevens meervoudig is verkracht. Volgens hemzelf is alleen niet hij maar zijn partner Carl Vitello de hoofddader en was hij 'alleen' medeplichtig. Prejean gaat in op zijn verzoek hem geestelijk bij te staan en bereidt Poncelet voor op zijn aanstaande executie, ondertussen pogend deze om te laten zetten in levenslang. De gemeenschap en de nabestaande ouders van Delacroix en Percy reageren vol onbegrip en woede op haar hulp aan de crimineel.
Hoewel Prejean Poncelet trouw blijft bezoeken en persoonlijke gesprekken met hem voert, vergoelijkt ze zijn daden niet. In plaats daarvan moedigt ze hem aan om voor zijn sterven de volledige waarheid te vertellen om met zichzelf in het reine te komen. Stukje bij beetje bekent hij zo meer over zijn aandeel in de moorden totdat hij vlak voor zijn terechtstelling erkent dat hij Delacroix eigenhandig heeft neergeschoten en ook hij Percy verkrachtte. Prejean brengt hem tevens weer in contact met zijn moeder Lucille en jongere broers Craig, Sonny en Troy.
Prejean verdiept zich intussen ook in de andere betrokkenen en aspecten van de terdoodveroordeling. Ze zoekt de ouders van de vermoorde tieners op, bezoekt bijeenkomsten van ouders wier kinderen door geweld om het leven kwamen, leest artikelen met en over nabestaanden en vraagt naar de methodes en emoties van de mensen die de doodsvonnissen moeten voltrekken.

## Rolverdeling
| Acteur           | Personage         |
| ---------------- | ----------------- |
| Susan Sarandon   | Zr. Helen Prejean |
| Sean Penn        | Matthew Poncelet  |
| Margo Martindale | Zr. Colleen       |
| Robert Prosky    | Hilton Barber     |
| Lois Smith       | Moeder van Helen  |
| Jack Black       | Craig Poncelet    |
| Celia Weston     | Mary Beth Percy   |
| Raymond J. Barry | Earl Delacroix    |
| R. Lee Ermey     | Clyde Percy       |
| Michael Cullen   | Carl Vitello      |
| Scott Wilson     | Kapelaan Farlely  |
| Roberta Maxwell  | Lucille Poncelet  |
| Peter Sarsgaard  | Walter Delacroix  |
| Missy Yager      | Hope Percy        |

## Prijzen
Susan Sarandon won een Oscar voor haar rol van zuster Prejean. Sean Penn werd genomineerd voor beste hoofdrol, Tim Robbins werd genomineerd voor beste regisseur, ook de muziek van Bruce Springsteen werd genomineerd voor een Oscar. Tim Robbins paste het verhaal zelf aan voor de autobiografische film van zuster Helen Prejean.

## Bewerkingen

### Verschillen tussen film en boek
De film wijkt nogal af van het boek van Prejean. De film brengt bijvoorbeeld twee verschillende individuen die Prejean ging bezoeken in de dodencel samen in één personage. De misdaden van de twee individuen en de nabestaanden van hun slachtoffers worden samengevoegd in één misdaad en één familie van het slachtoffer. Kleinere details werden ook niet opgenomen in de film om het verhaal kort te houden.
In realiteit werd Elmo Patrick Sonnier (Poncelet in de filmversie) geëxecuteerd met de elektrische stoel. Regisseur Tim Robbins opteerde voor het gebruik van een dodelijke injectie, omdat hij vond dat een elektrocutie te moeilijk was om te filmen en te acteren. De staat Louisiana maakt nu ook gebruik van een dodelijke injectie, maar de toediening gebeurt manueel en niet door middel van een machine zoals in de film wordt afgebeeld.

### Andere bewerkingen
In 2002 schreef Tim Robbins, die het boek van Helen Prejean bewerkte voor de film, ook een toneelversie van Dead Man Walking.